# Casa Amorotoena
La Casa Amorotoena se localiza en el número 1 de la calle San Nicolás del municipio de Guecho en Vizcaya (España).

## Descripción
Es un edificio exento de planta rectangular y cubierta a cuatro vertientes. Consta de planta baja, primera y bajocubierta. Sus fachadas se encuentran raseadas y enlucidas en blanco salvo cercos de vanos y esquinales, presentando estos últimos sillería vista. Los vanos (ventanas en su mayor parte) se disponen ordenadamente en las fachadas Norte y Sur. La fachada Sur es en la actualidad la fachada principal y se encuentra limitada por dos potentes cortavientos. Los huecos que se han practicado en dicha fachada son los que siguen: en planta baja acceso adintelado y ventana enrejada, en la planta principal un balcón volado se encuentra flanqueado por dos ventanas cuadradas y, sobre dicho balcón, se abre un hueco en la bajocubierta.
La Casa Amorotoena ha sufrido numerosas reformas a lo largo de su historia, siendo la más significativa la que propició en la centuria pasada el paso de caserío (dentro de la tipología de arquitectura rural) a casa, perteneciente a la tipología de «casa algorteña». 
El diseño de las carpinterías de los vanos es característico de las casas de la costa vizcaína.